# Международни отношения (УНСС)
Катедра „Международни отношения“ в Университета за национално и световно стопанство е създадена в 1976 година (тогава Висш икономически институт „Карл Маркс“).
Това е първата катедра в България, в която започва да се изучава специалност „Международни отношения“. Понастоящем тя се позиционира във факултет Международна икономика и политика, който продължава традициите от 1920 г. на Дипломатическо-консулския факултет при Свободния университет за политически и стопански науки (днес УНСС).

## Преподаватели и възпитаници
Със създаването на катедрата като преподаватели постъпват проф. Любен Георгиев и доц. д-р Петър Арсов, както и трима асистенти (сега професори) – Георги Генов, Атанас Гочев и Динко Динков. През 1978 – 1979 г. постъпват още доц. д-р Ангел Наков, Игор Дамянов (министър на образованието и науката в правителството на Симеон Сакскобургготски.) и Бойко Младенов.
След оттеглянето през 1981 г. на проф. Любен Георгиев, оставащите седем редовни преподаватели формират за продължителен период ядрото на катедрата, разработват съвременен учебен план на специалността, създават и утвърждават нови, не само за България, курсове от лекции и семинарни занятия, специализират в авторитетни чуждестранни университети. Катедрата поддържа контакти с редица университети от Великобритания, Франция, Германия, САЩ, Канада и Русия, където се осъществява преподаване по същата или сродни специалности.
След демократичните промени в България от катедрата излизат 7 министри на външните работи. Тук се дипломират и множество български и чуждестранни посланици, консули и външни представители на България в чужбина.

## Студентски организации
В 1999 година студенти от специалност Международни отношения създават „Студентска асоциация за изследване на международните отношения“ (САИМО) – неправителствена организация с нестопанска цел. В асоциацията членуват студенти в направление Политически науки и специалности Международни отношения и Европеистика в УНСС.